# Erik Grip
Erik Grip (født 2. juli 1947 i Nykøbing Falster) er en dansk visesanger og komponist.
 Der er for få eller ingen kildehenvisninger i dette afsnit, hvilket er et problem. Du kan hjælpe ved at angive troværdige kilder til de påstande, som fremføres.

Erik Grip blev kendt for sin fortolkning af Frank Jægers digte. Hans første udgivelse var et album med Frank Jægers viser i 1975.
Karrieren tog fart i Smøgens Visevershus i Tivoli i 60´erne.
Så kom festivalerne i Tønder, Skagen, Tarm, Ringe og Frederikssund, Roskilde og Den Smukkeste i Skanderborg. Og lige siden har han optrådt i Norge og Danmark med "Velkommen i det grønne", "Åbent landskab" og alle de andre højt elskede sange.
”Rose skal vi danse” kom til i 1979, den mest solgte ”De levendes land - Grundtvig albummet fra 1983" og ”Carl Nielsen og en enkelt anden” fra 1997.
”Visesanger” fra 2003 markerede hans 40 års scene-jubilæum og det ligeledes Grammy nominerede folkelige ”Af et ærligt hjerte” fra 2005.  
Mest kendt er sangene "Velkommen i den Grønne lund", som på Grips album hedder "Velkommen i det grønne", med tekst af N.F.S. Grundtvig og sangen "Åbent landskab", skrevet af svenske Ulf Lundell i 1982. 

## Diskografi[2]
- Jeg er her endnu. (GF 2244, studiealbum, 2. oplag (nyt cover), 2023)
- Jeg er her endnu (GF 2244, studiealbum, 1. oplag, 2022)
- Du kom med alt det der var dig (GF 2137, studiealbum, 2021) | Erik Grip & Henrik Gunde
- Fællessang (GF 2030, danske sange, 2020)
- Åbent landskab (GF 0727, originale indspilninger, 2007, genudgivet 2019)
- Det var godt jeg traf dig (GF 1743, studiealbum, 2017)
- Blidt forsvinder natten og Sange fra I dag er landet vort (GF 1641 & GF 1642, 2016)
- Erik Grip synger Frank Jæger /  (GF 1540, genudgivelse af Frank Jægers Viser samt bonus CD, 2015)
- Viser gennem fem årtier (GF 1338, Nye indspilninger i anledning af 50 års scenejubilæum, 2013)
- Grips Greatest (GF 1136, de oprindelige versioner og indspilninger, 2011)
- Skærver og Skår / Du går forbi mig (GF 1034, Originale indspilninger 2 / Dobbelt CD, 2010)
- Danske Digte sunget af Erik Grip (GF 1033, album udgivet til fordel for Julemærkehjemmene, 2010)
- Min indre Vandringsmand (GF 0829, studiealbum, 2008)
- Åbent landskab (GF 0727, originale indspilninger, 2007)
- As happy as all the Birds (GF 0725, Glad som alle fugle, studiealbum, 2007)
- Af et ærligt hjerte (GF 0520, studiealbum, 2005) | Nomineret til Dansk Grammy 2006
- Visesanger (EXLCD 30.100, studiealbum, 2003) |  Nomineret til Dansk Grammy 2004
- Slangekys (EXLCD 30.080, Emil Aarestrup 200 års fødselsdag, studiealbum 2000)
- Kat på en varm trappesten (GF 9911, Norske indspilninger med Jonas Fjeld, 1999)
- Åbent landskab og andre sange (GF 9808, 1998)
- Psalme (GF 9807, danske salmer, studiealbum, 1998)
- Carl Nielsen og en enkelt anden (GF 9703, studiealbum, 1997) | Erik Grik, Lars Jansson og Peter Vuust.
- Nerven i min sang (CMC, studiealbum, 1994)
- Velkommen i den grønne lund – 16 Hits (Opsamlings album, 1992)
- Kabel og Columbus (Columbia, studiealbum, 1992)
- Erik Grip 1 + Erik Grip 2 + Erik Grip 3 + Erik Grip 4 (Exlibris, 4 compilations album, 1990)
- Natten til Mandag (CBS, tekster af Bo Green Jensen, studiealbum, 1990)
- Kærlighedssange (Exlibris, opsamlings CD, 1990)
- Himmelstrejfer (Rosen, studiealbum, 1988)
- Til Sonja (Rosen, Tekster af Jan Toftlund, studiealbum, 1987)
- Gammelt & Nyt (Exlibris, Opsamlings CD + 2 bonus sange, 1986)
- Skærver og Skår (Exlibris, studiealbum, 1985)
- Du går forbi mig (Exlibris, studiealbum, 1984)
- Grundtvig & Grip De levendes land (GF 1035, 1983)
- 200 gram blandet (Exlibris, studiealbum, 1981)
- I dag er landet vort (Exlibris, studiealbum, 1980)
- Rose skal vi danse, LP titel: Måske har du det lisom jeg (Exlibris, Studiealbum, 1979)
- Blidt forsvinder natten (Exlibris, studiealbum, 1977)
- Frank Jægers Viser (Exlibris, studiealbum,1975)

## Biblografi
- Erik Grip sangbog - Noder, sangtekster, digte, udklip og anekdoter, Gyps Fulvus Publishing, 2017.